# Mittelalterliche Stadt von Rhodos
Die Mittelalterliche Stadt von Rhodos ist die Altstadt von Rhodos, welche 1988 zum Weltkulturerbe der UNESCO erklärt wurde. Der sogenannte Johanniterorden – der „Orden vom Hospital des Heiligen Johannes zu Jerusalem“ – war im Besitz von Rhodos von 1309 bis 1523 und machte sich in dieser Zeit daran, die Stadt in eine starke Festung zu verwandeln. In der Folgezeit kam sie unter türkische und italienische Herrschaft.
Mit dem Großmeisterpalast, dem Großen Hospital und der Ritterstraße ist die Oberstadt dieser Altstadt („Kollachium“) eines der schönsten Stadtensembles des Spätmittelalters. In der Unterstadt („Chora“) mischt sich die spätmittelalterliche Architektur mit Moscheen, öffentlichen Bädern und anderen Gebäuden der türkischen Epoche.
Die Unterstadt der Altstadt ist geteilt in das türkische Viertel und in das ehemalige jüdische Viertel, genannt La Juderia.

## Geschichte und Struktur der Altstadt

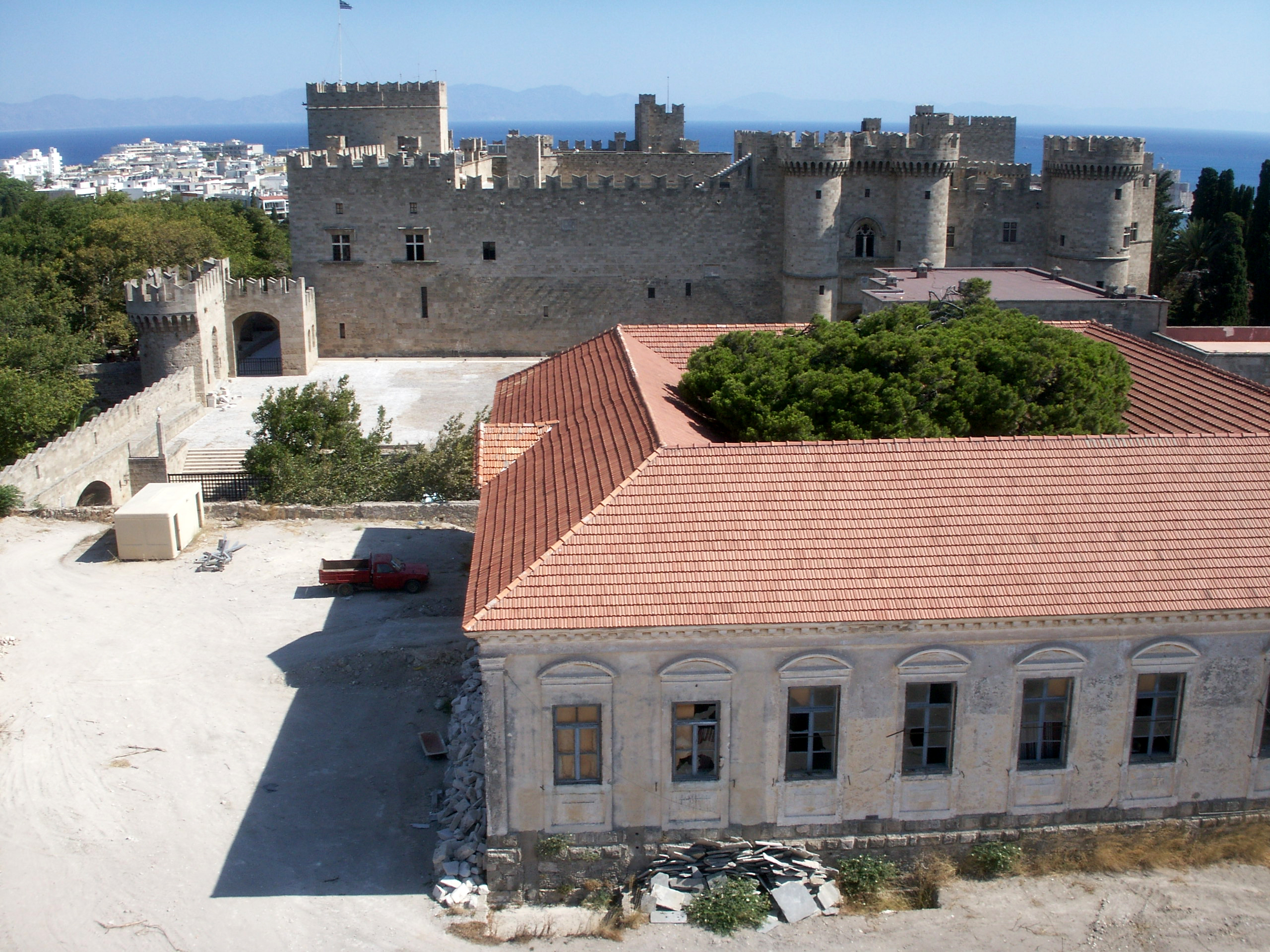
Der Großmeisterpalast in der Oberstadt

### Überblick über die Geschichte der Stadt Rhodos
- 408 v. Chr.: Die Stadt wurde anlässlich des Zusammenschlusses der drei Poleis Ialysos, Kameiros und Lindos als gemeinsame Hauptstadt gegründet.
- Die folgenden drei Jahrhunderte waren das „goldene Zeitalter“ von Rhodos.
- 226 v. Chr.: Ein Erdbeben warf die Statue des so genannten Koloss von Rhodos um und zerstörte einen Teil der Stadt.
- 164 v. Chr.: Die bis dahin unabhängige Stadt kam unter römische Verwaltung. Sie galt auch in der Folgezeit noch als Zentrum der Bildung, der Wissenschaft und der Künste.[2]
- 330 bis 650 n. Chr.: Rhodos war Teil des Byzantinischen Reiches. Die Stadt war während dieser Zeit Bischofssitz und ein wichtiger Militärstützpunkt.
- 7. Jahrhundert: Eine arabische Flotte unter Mauawiya eroberte 654 die Stadt. Man hielt sie bis 678 besetzt.
- In der Folgezeit schrumpfte die Stadt, wurde aber von den wiedererstarkten Byzantinern mit Mauern befestigt.
- 1082: Venedig errichtete eine erste Handelsstation auf der Insel, was zu erneutem Ansehen und Steigerung des Wohlstands führte.
- 1204: Infolge des Vierten Kreuzzuges fiel die Stadt an die Franken.
- 1278: Die Byzantiner konnten kurzfristig die Kontrolle über Stadt und Insel zurückerlangen.
- 1306: Ab diesem Jahr bemächtigte sich der Orden der Johanniter der Insel. Die Stadt Rhodos fiel nach längerer Belagerung 1309 während der Amtszeit des Großmeisters Fulko von Villaret. Der Orden verlegte sein Hauptquartier in die Stadt, baute sie zur Festung aus und wurde zu einer der beherrschenden Kräfte des östlichen Mittelmeeres.
- 1523: nach monatelanger Belagerung mussten die Johanniter am 1. Januar 1523 die Stadt und die Insel den Osmanen überlassen.

### Struktur der Festung

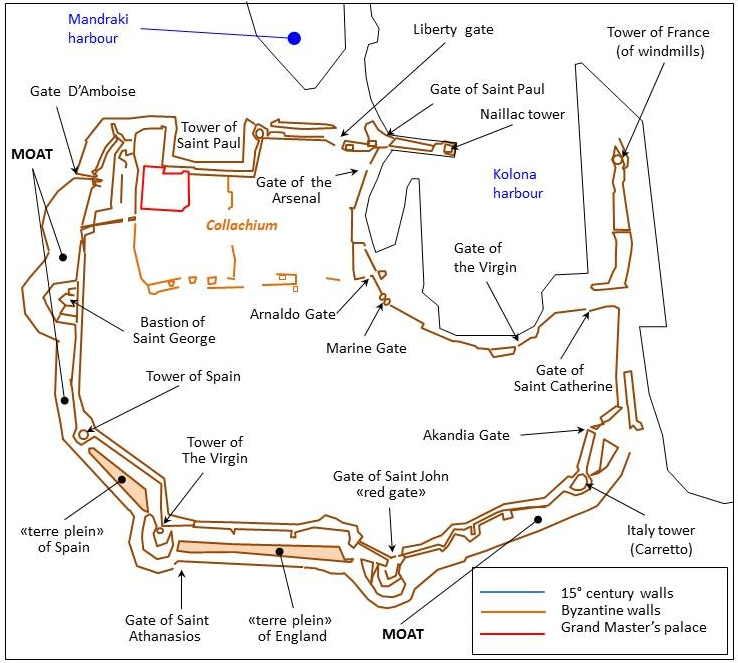
Skizze der Festungsanlage (englisch)

Die jetzige Altstadt ist eine beeindruckende Festungsanlage des Johanniterordens aus dem 14. Jahrhundert. Sie liegt zum Teil auf einem Hügel und ist von einer über vier Kilometer langen Festungsmauer umgeben, die bis an den Hafen reicht. Diese Mauer wurde in acht Verteidigungsabschnitte eingeteilt, die jeweils Rittergruppen unterschiedlicher „Zungen“ zugewiesen waren:
- Im Norden die französische Mauer mit dem d' Amboise Tor, der Amboise-Bastion, dem Plaignes-Turm, dem St. Peter-Turm, dem Freiheitstor, der Paulus-Bastion und dem Naillac-Turm am Hafen,
- im Westen die deutsche Mauer mit dem Georgsturm und der Georgsbastion,
- südlich davon die Mauer der Ritter aus der Auvergne,
- südwestlich die Mauer Krone Aragon mit der spanischen Bastion,
- im Süden zwischen Marienturm mit Marienbastion und dem Johannesturm mit Johannesbastion die englische Mauer mit dem St. Athanasios-Turm,
- südöstlich die Mauer der Ritter der Provence,
- östlich zum Meer die Mauer der Italiener mit der Bastion del Carretto und dem Akandia-Tor
- und im Norden an der Hafenanlage entlang die Mauern von Kastilien mit dem Mühlentor, dem Marientor, dem Marine-Tor, dem Hospitaltor und dem Arsenal-Tor sowie dem Engelsturm.

Zur Verstärkung wurde an der westlichen Landseite der Stadtmauer zwischen 1421 und 1431 die St. Georgs-Bastion errichtet.
Die Altstadt wurde durch eine Innenmauer in zwei ungleiche Bereiche geteilt. Im Norden trennte sie das „Kollachium“ (auch Castello genannt) ab, den Wohn- und Verwaltungsbereich der Ritter. Der größere südliche Teil der „Chora“ (auch Burgum) war das Handelszentrum und der Siedlungsbereich der Griechen und Westeuropäer. Die Juden bewohnten ein eigenes Viertel im Osten der Altstadt, das nach der Ansiedlung von sephardischen Juden im 16. Jahrhundert La Juderia genannt wurde. Neben der dominierenden mittelalterlichen Architektur sind auch mehrere Bauwerke aus der Zeit der osmanischen Besetzung zwischen 1523 und 1912 erhalten, die Altstadt enthält aber wenige heidnische oder frühchristliche Bauwerke.

## Beschreibung der Altstadt

### Oberstadt

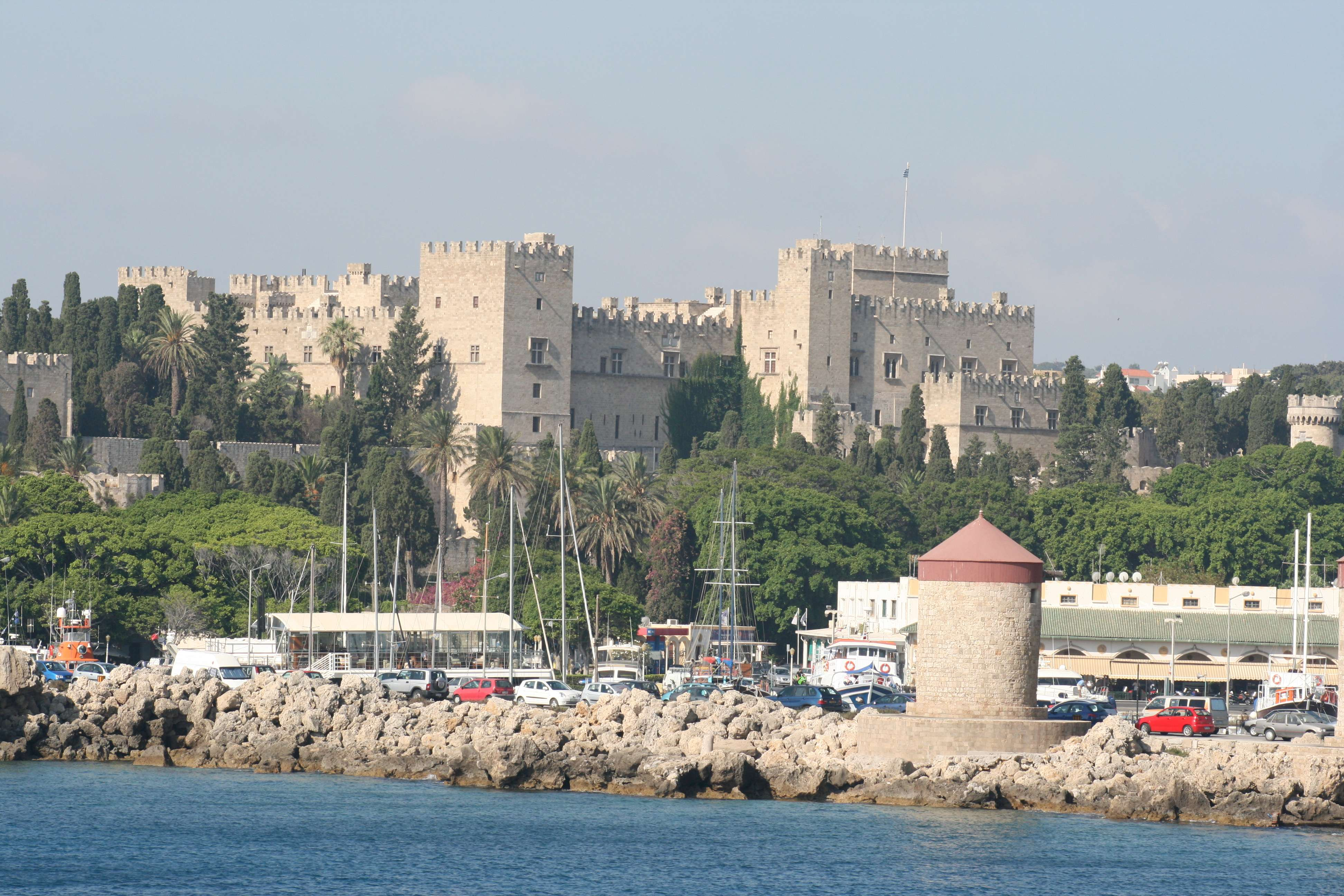
Großmeisterpalast, vom Hafen aus gesehen

Nach dem Betreten der Festungsstadt durch das erst 1924 durch die Italiener eröffnete Freiheitstor (Eleftherias-Tor), erreicht man den Symi-Platz, wo sich östlich die Fundamente eines hellenistischen Aphroditetempels befinden. Am Argyrokastro-Platz liegt zentral ein Brunnen, der aus einem byzantinischen Taufbecken und einer Säule aus dem 7. bis 8. Jahrhundert besteht, weiterhin findet sich hier das Volkskundemuseum und das Institut für Geschichte und Archäologie. Am Museums-Platz liegt das zwischen 1440 und 1489 errichtete große Hospital des Ritterordens, in dem heute das Archäologische Museum eingerichtet ist. Gegenüber liegt die byzantinische Kirche Panagia tou Kastrou aus dem 11. Jahrhundert, die nach Ankunft des Ritterordens von 1319 bis 1334 in die dreischiffige katholische Kirche Santa Maria del Castello umgebaut wurde. Sie ist heutzutage eine Dependance des Archäologischen Museums und dient der Ausstellung kirchlicher Kunstwerke.
An der von den Italienern restaurierten und mit Kieselsteinen gepflasterten Ritterstraße (griechisch Odos Ippoton) liegen die „Herbergen der Zungen“, der ritterlichen Landsmannschaften des Johanniterordens. Ursprünglich bestand der Johanniterorden aus sieben „Zungen“: Provence, Auvergne, Frankreich, Italien, Aragon, England und Deutschland. 1461 wurde Aragon geteilt und Kastilien die achte „Zunge“. Bergauf in Richtung Westen reihen sich die Herbergen an der rechten Seite aneinander. Lediglich die Herberge der Spanier liegt an der linken Seite ungefähr in der Mitte der Ritterstraße. Die Herberge der Auvergne befindet sich auf der Platia Argyrokastrou („Argyrokastro-Platz“), die der Engländer auf der Platia Mouseiou („Museumsplatz“). Die Unterkunft des deutschen Kontingents ist nicht erhalten, ihre Existenz wird teilweise auch bezweifelt.
Die etwa 200 Meter lange Ritterstraße endet am Kleobulos-Platz, wo am höchsten Punkt der Altstadt, der 80 mal 75 Meter große Bau des Großmeisterpalastes des Johanniterordens aufragt. In der Antike befand sich am Standort des Großmeisterpalastes die untere Akropolis der Stadt mit dem Haupttempel des Sonnengottes Helios. Am Platz vor diesem Heiligtum wird der eigentliche Standort des Kolosses von Rhodos vermutet. Am gleichen Standort befand sich in byzantinischer Zeit vor dem um 1350 einsetzenden Baubeginn des Großmeisterpalastes die Burg des kaiserlichen Gouverneurs. Nach der osmanischen Eroberung der Insel im Jahre 1522 diente der Palast unter den Osmanen als Gefängnis und Pulvermagazin.
1856 wurde der Palast durch eine gewaltige Explosion des Pulverlagers zerstört. 1937 bis 1940 wurde er von den Italienern wieder aufgebaut und 1988 nochmals restauriert. Der Wiederaufbau sollte auch nicht originalgetreu sein, es wurden z. B. antike Mosaik-Fußböden von der Insel Kos eingesetzt, da im Vordergrund der Wunsch des Königs von Italien und später von Benito Mussolini stand, hier eine repräsentative Residenz zu haben. In den Räumen und Hallen des Großmeisterpalastes werden zwei historische Ausstellungen über das Leben im Altertum und im Mittelalter gezeigt.

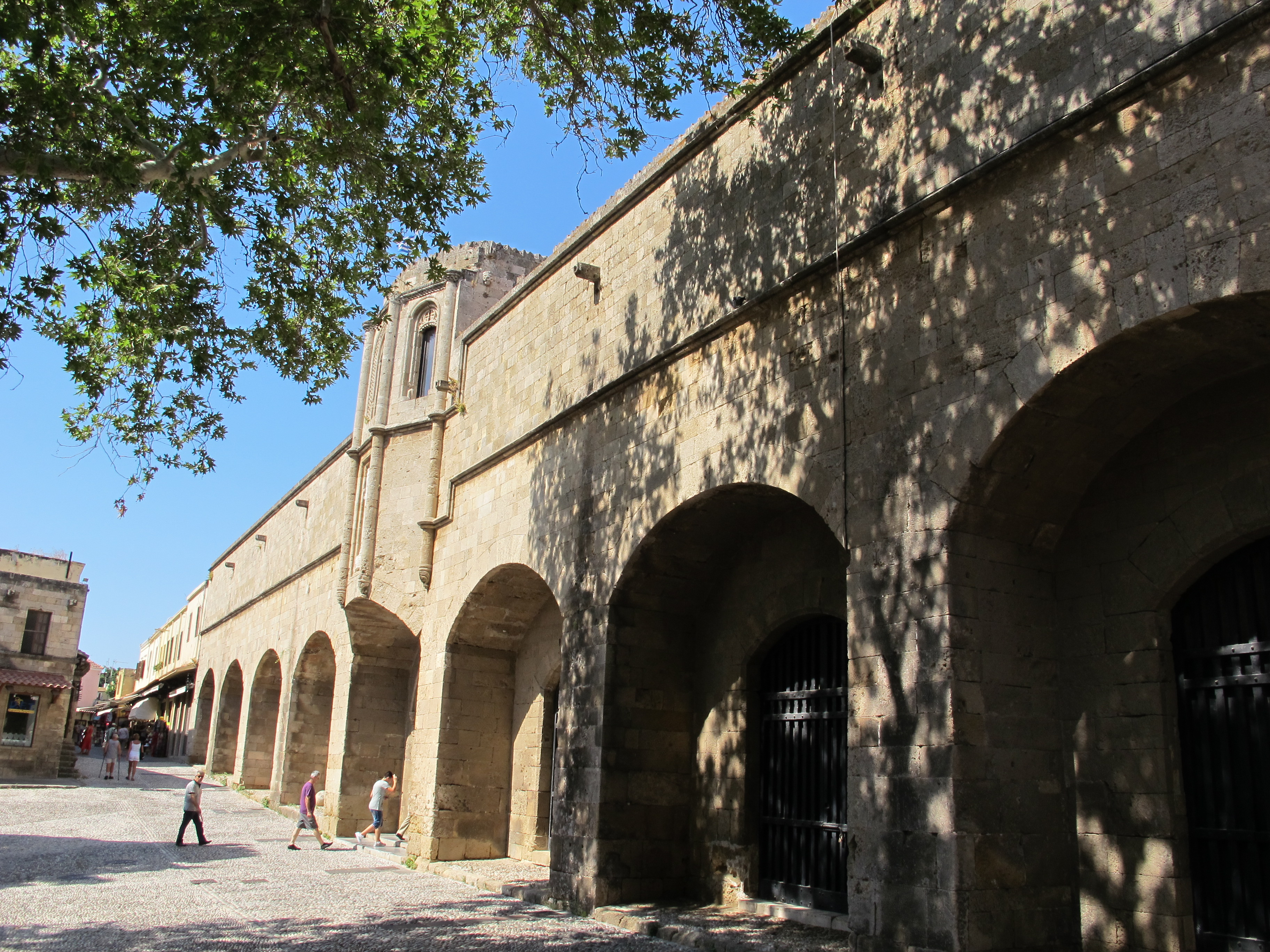
Ehemaliges Hospital, jetzt Archäologisches Museum
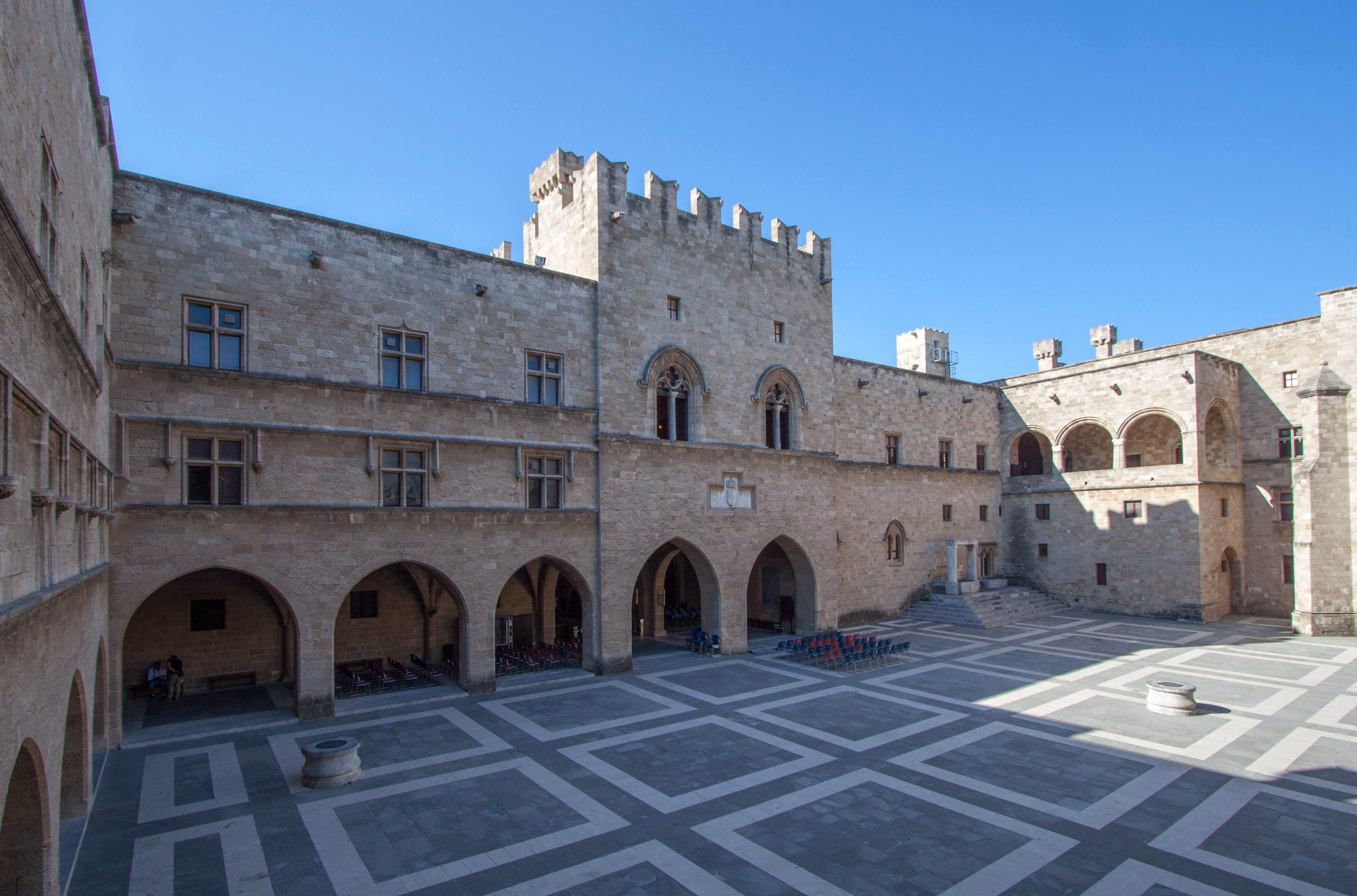
Innenhof des Großmeisterpalastes
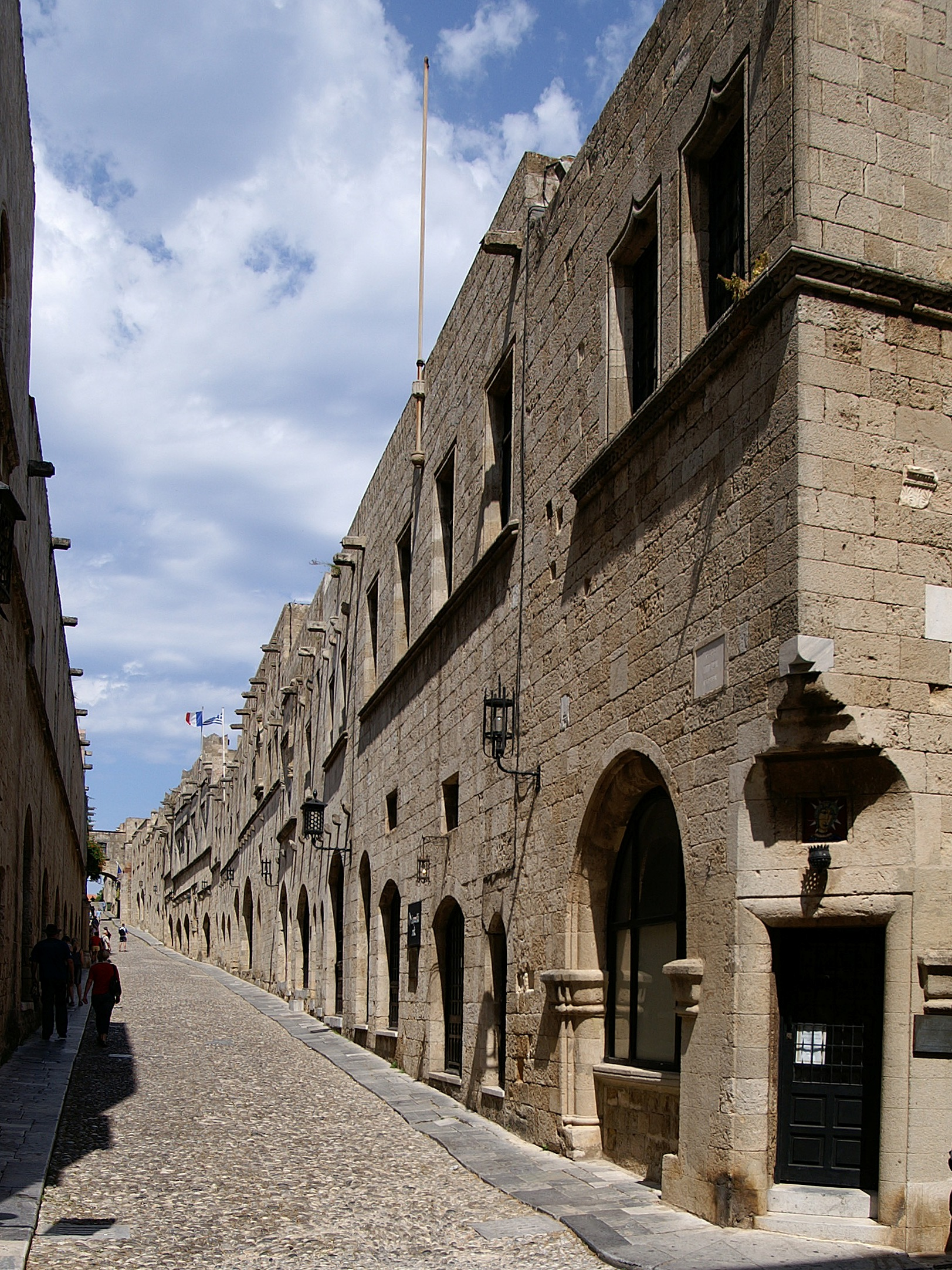
Die Ritterstraße (Odos Ippoton)
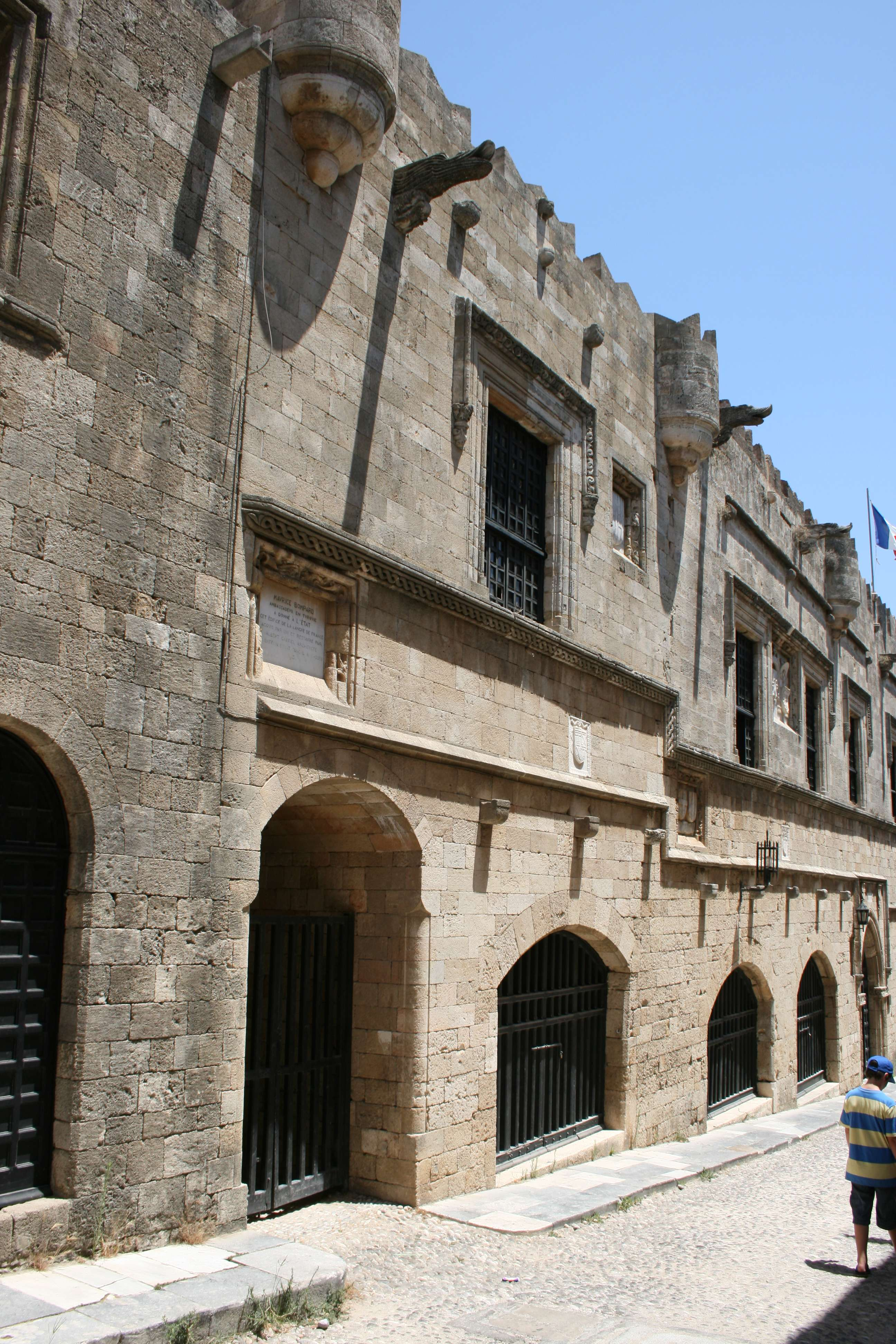
Französische Herberge
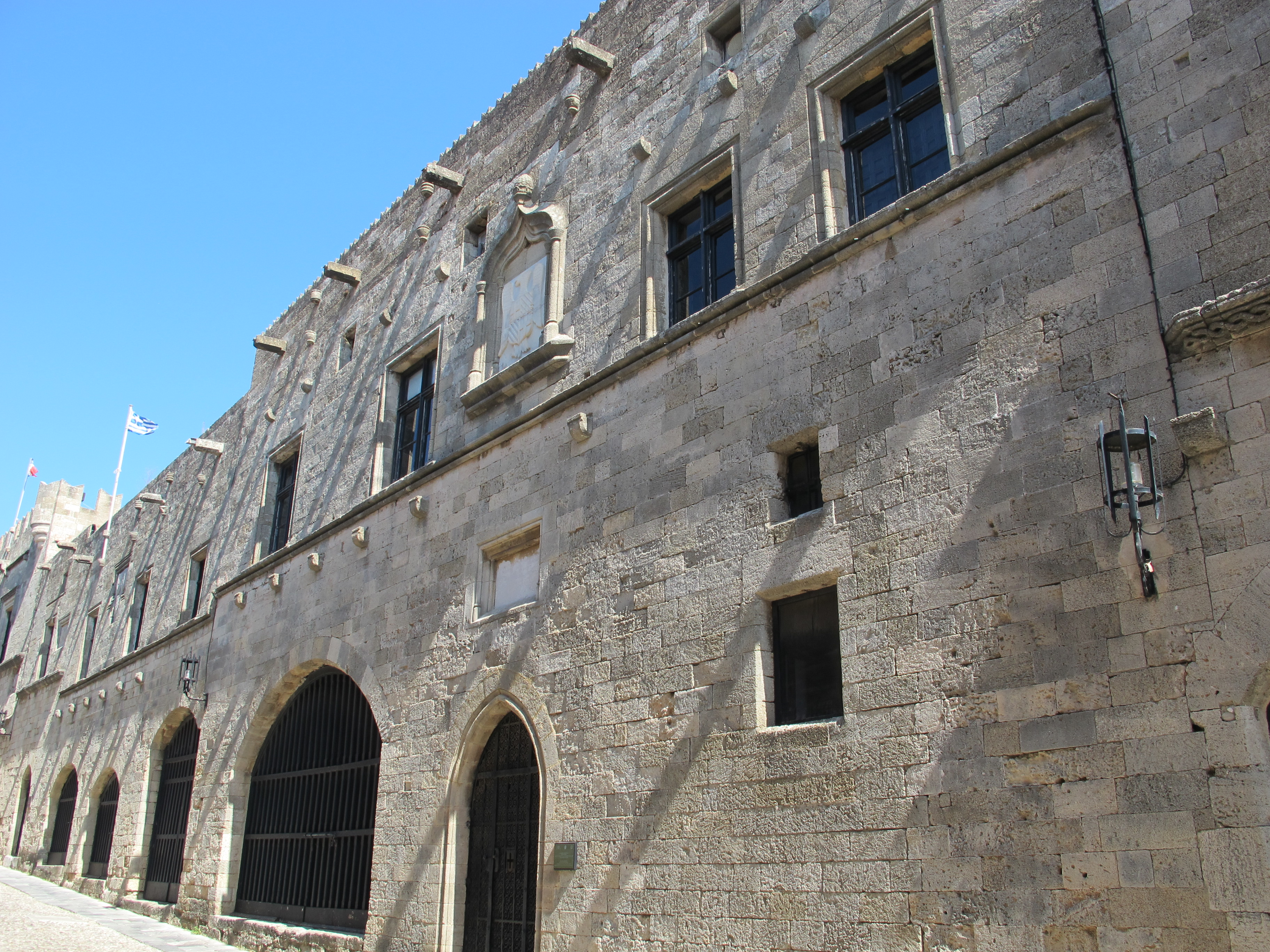
Italienische Herberge
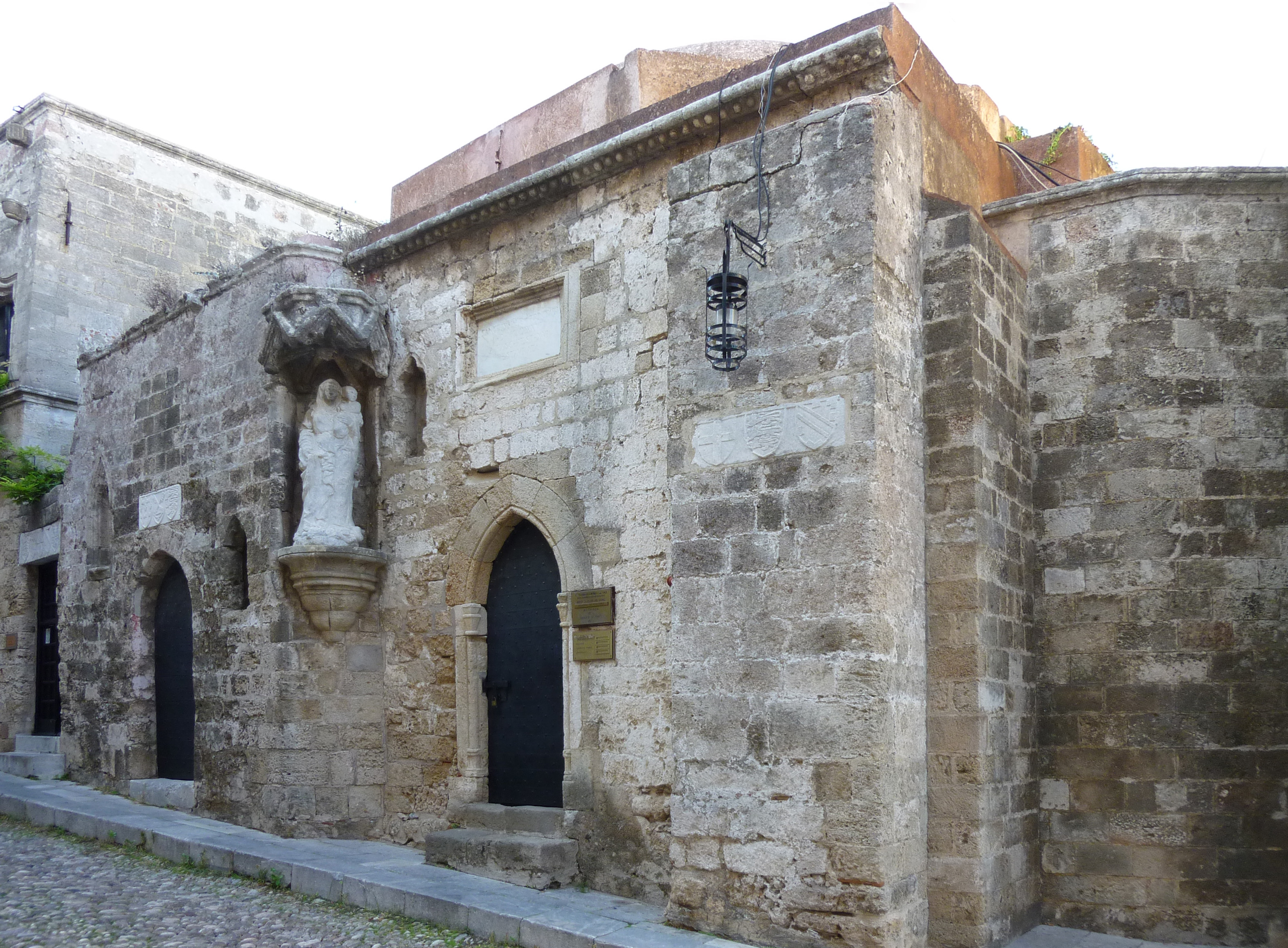
Kirche der Heiligen Dreifaltigkeit

### Unterstadt

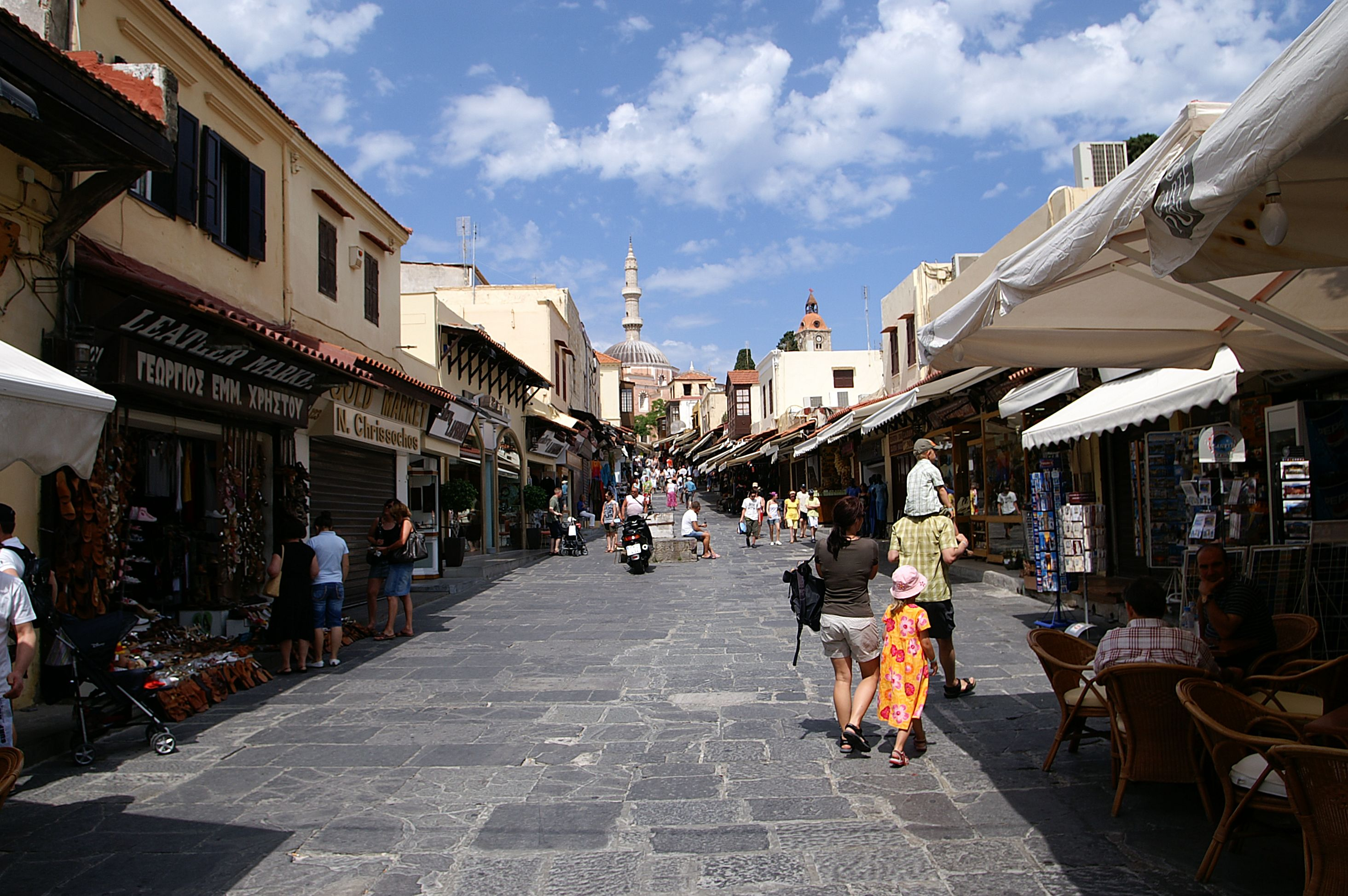
Die belebte Haupteinkaufstraße, (Odos Sokratous)

1507 entstand am Hippokrates-Platz die „Kastellania“, ein Gebäude, das als Strafgerichtshof der Ordensritter fungierte. Die Pfarrkirche Ágios Fanoúrios stammt vermutlich noch aus dem 9. Jahrhundert, die Kahal-Shalom-Synagoge wurde höchstwahrscheinlich 1577 n. Chr. erbaut und ist somit eine der ältesten Synagogen Griechenlands. Im Komplex der Synagoge ist auch das Jüdische Museum Rhodos untergebracht, das an die lange Geschichte des ehemaligen Judenviertels und seiner Bevölkerung erinnert.
Die Mischung aus gotischer und osmanischer Architektur, die Mischung aus alten unbewohnten Steinhäusern und neu gebauten oder renovierten Häusern mit dem vielfältigen Angebot an Esslokalen, Läden und Cafés schafft ein buntes malerisches Bild in dieser Welterbe-Stadt. Das touristische Flair wird besonders durch die vielen engen Gassen und kleinen Plätze erzeugt, die mit Kopfsteinpflaster versehen sind und nur zu Fuß – oder von den Anwohnern per Motorrad – erreicht oder durchquert werden können. In der sommerlichen Hauptsaison herrscht ein beängstigtes Gedränge in dieser Altstadt, da zu den Touristen der nahegelegenen großen Hotels und Resorts sich noch die Passagiere der großen Kreuzfahrtschiffe gesellen.

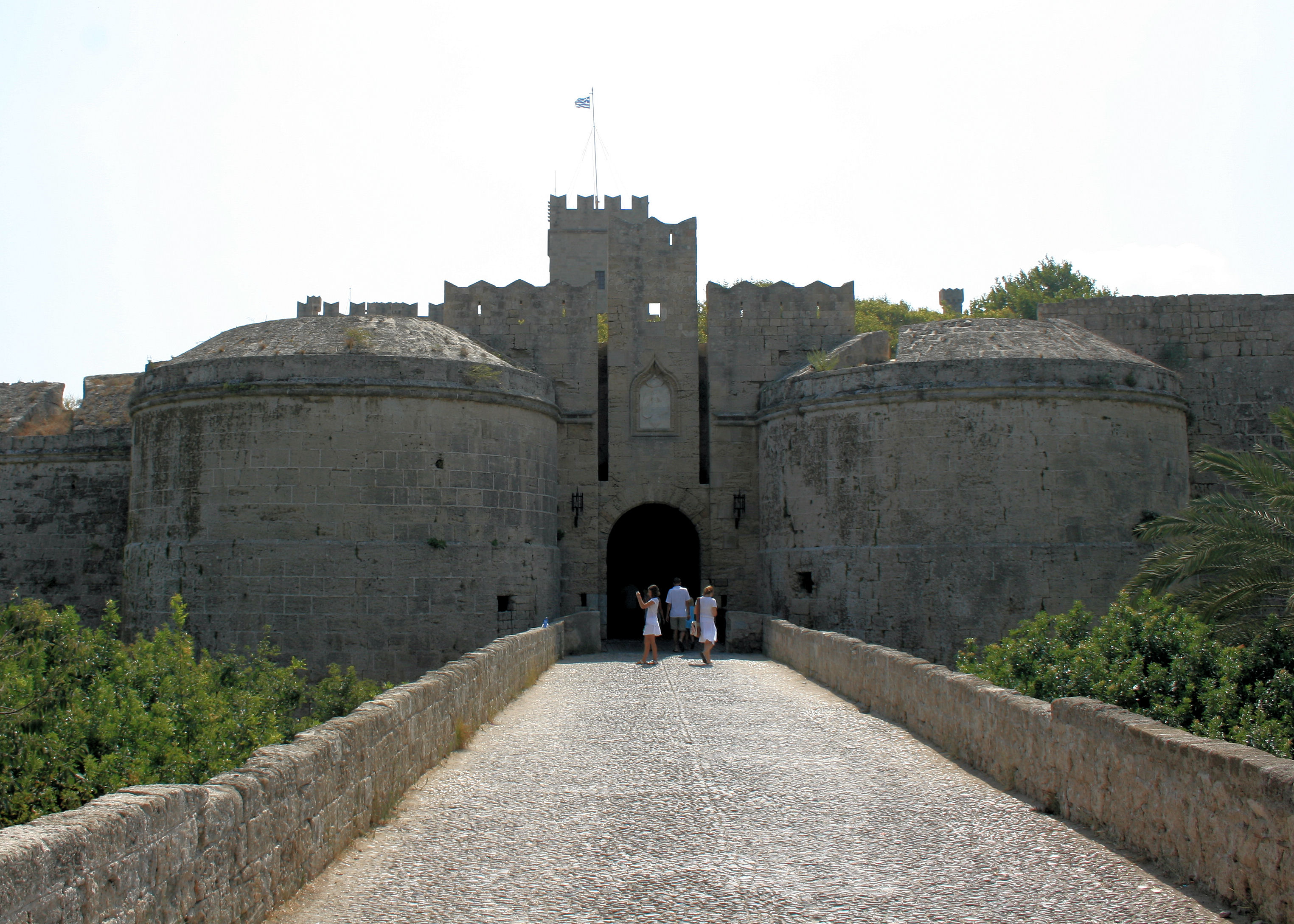
Das d'Amboise-Tor
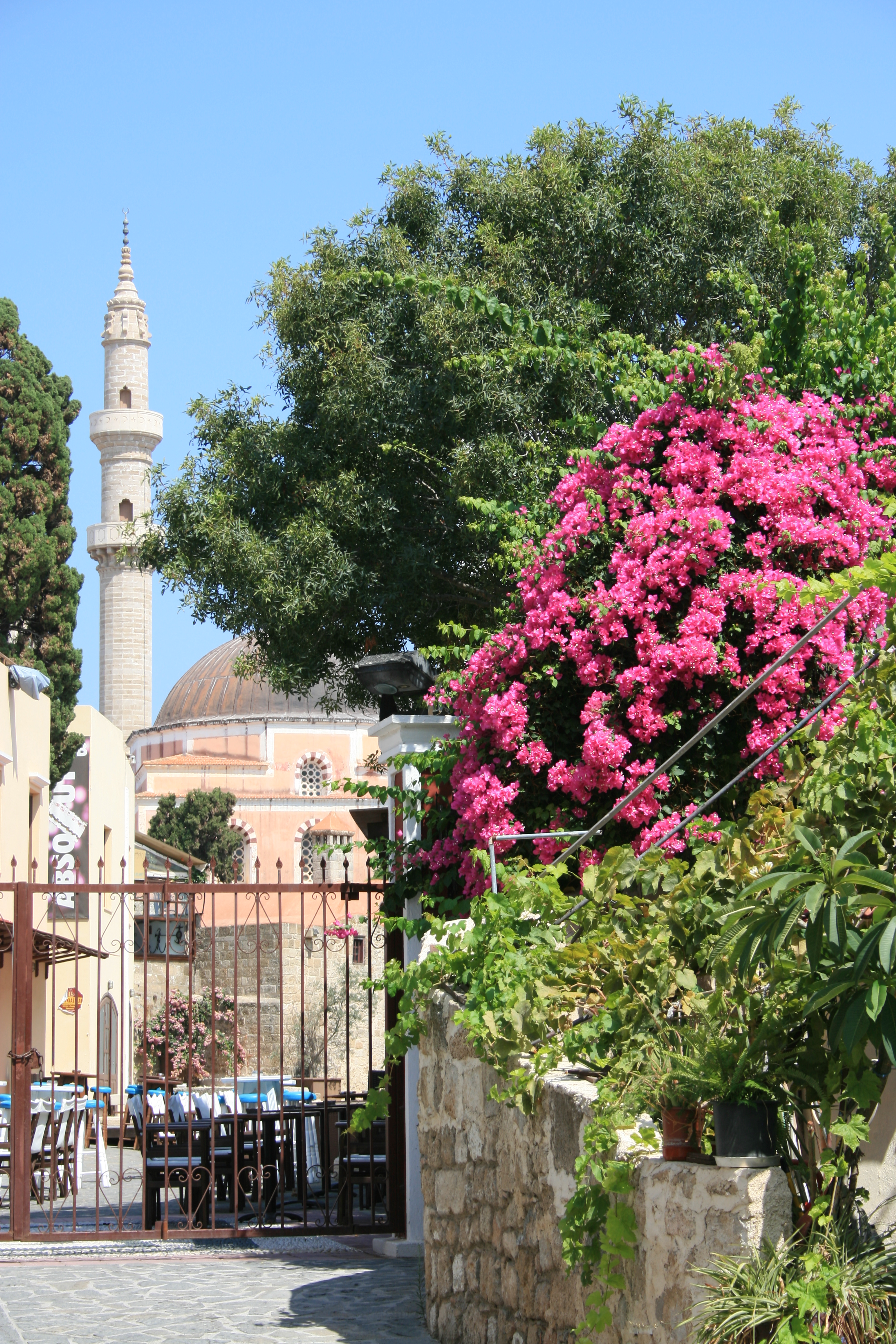
Die Süleiman-Moschee
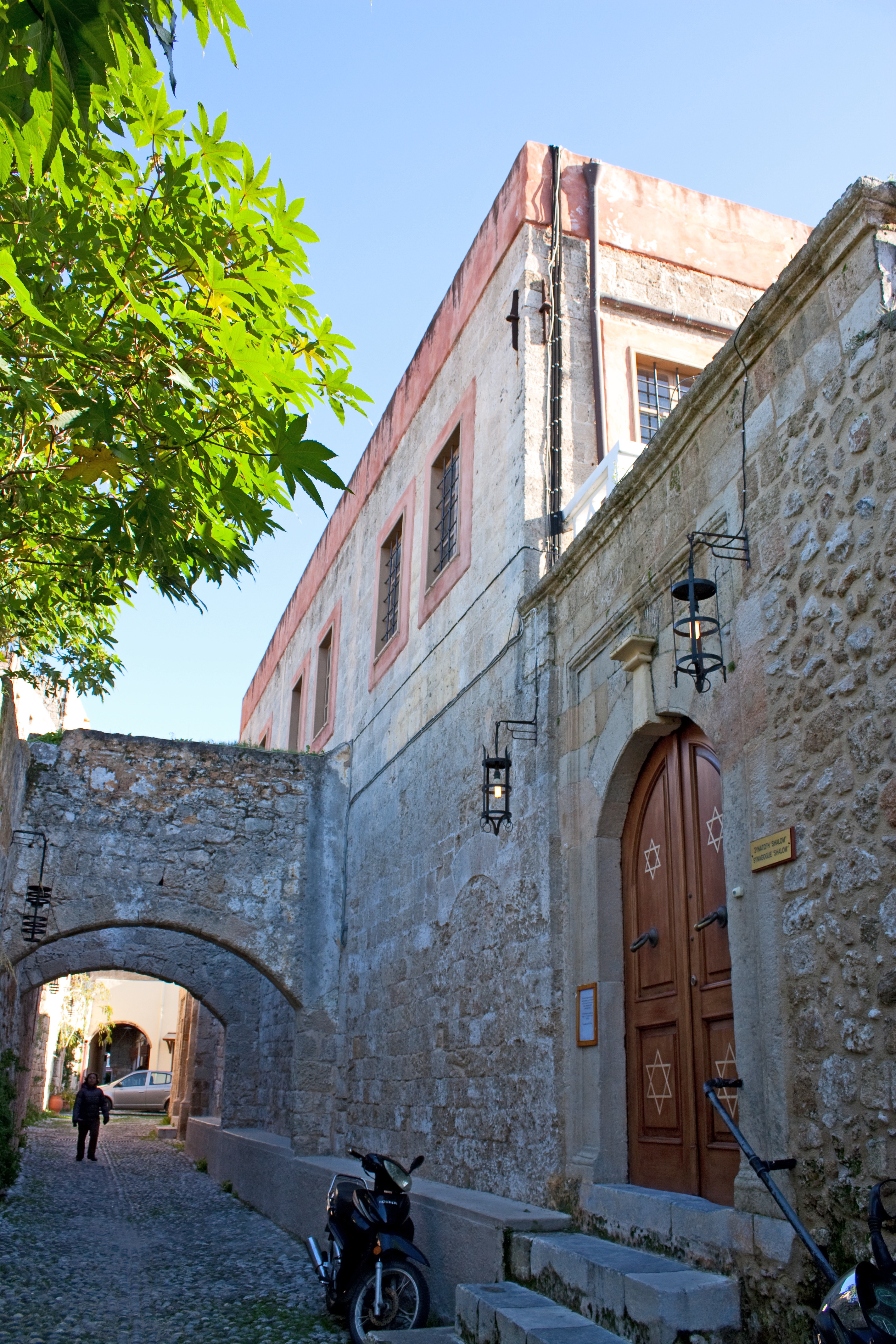
Kahal-Shalom-Synagoge mit Jüdischem Museum
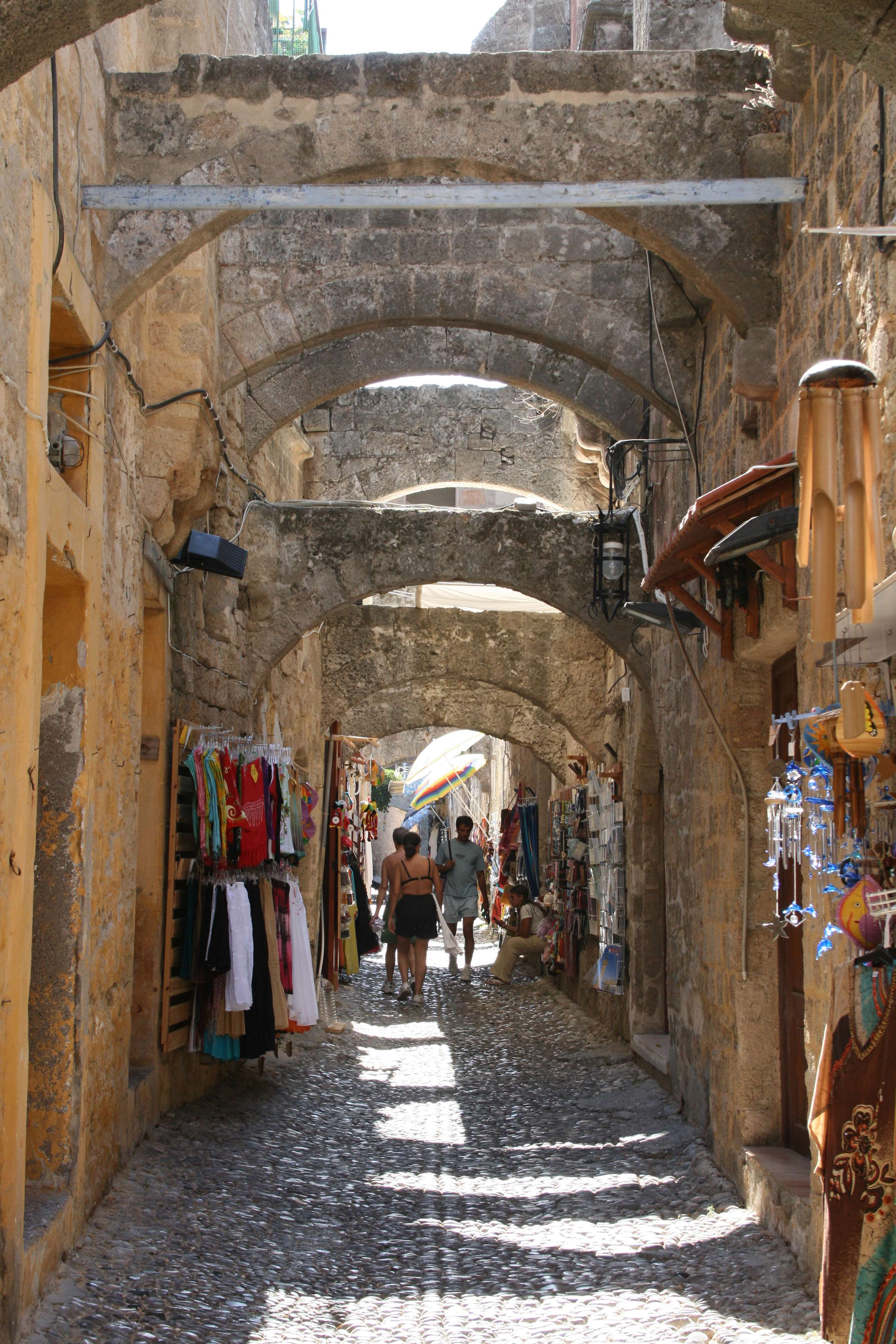
Die Fanourios-Gasse (Odos Fanourios)
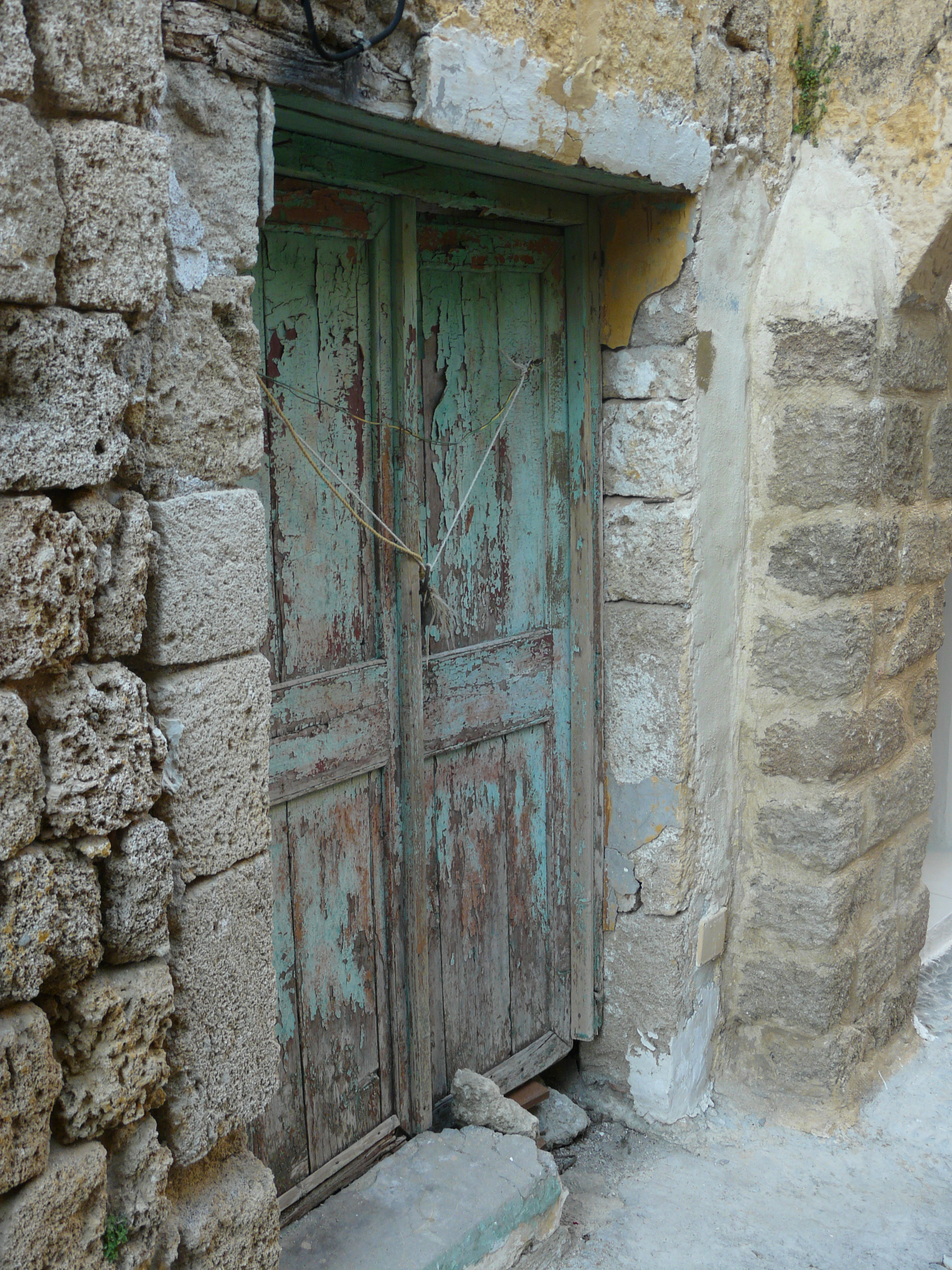
Sanierungs-fälle
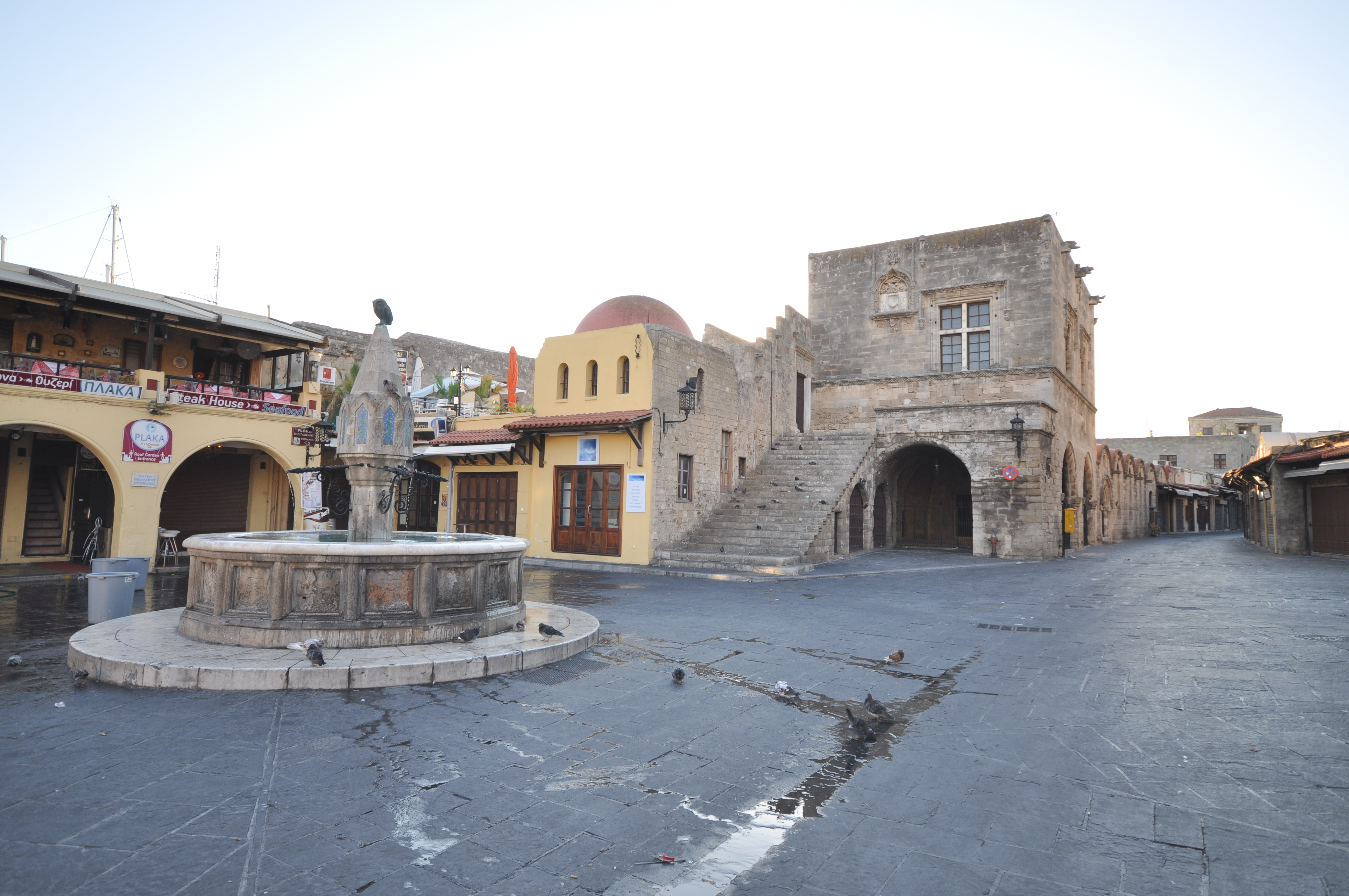
Der Ippokratous Platz

## Weltkulturerbe

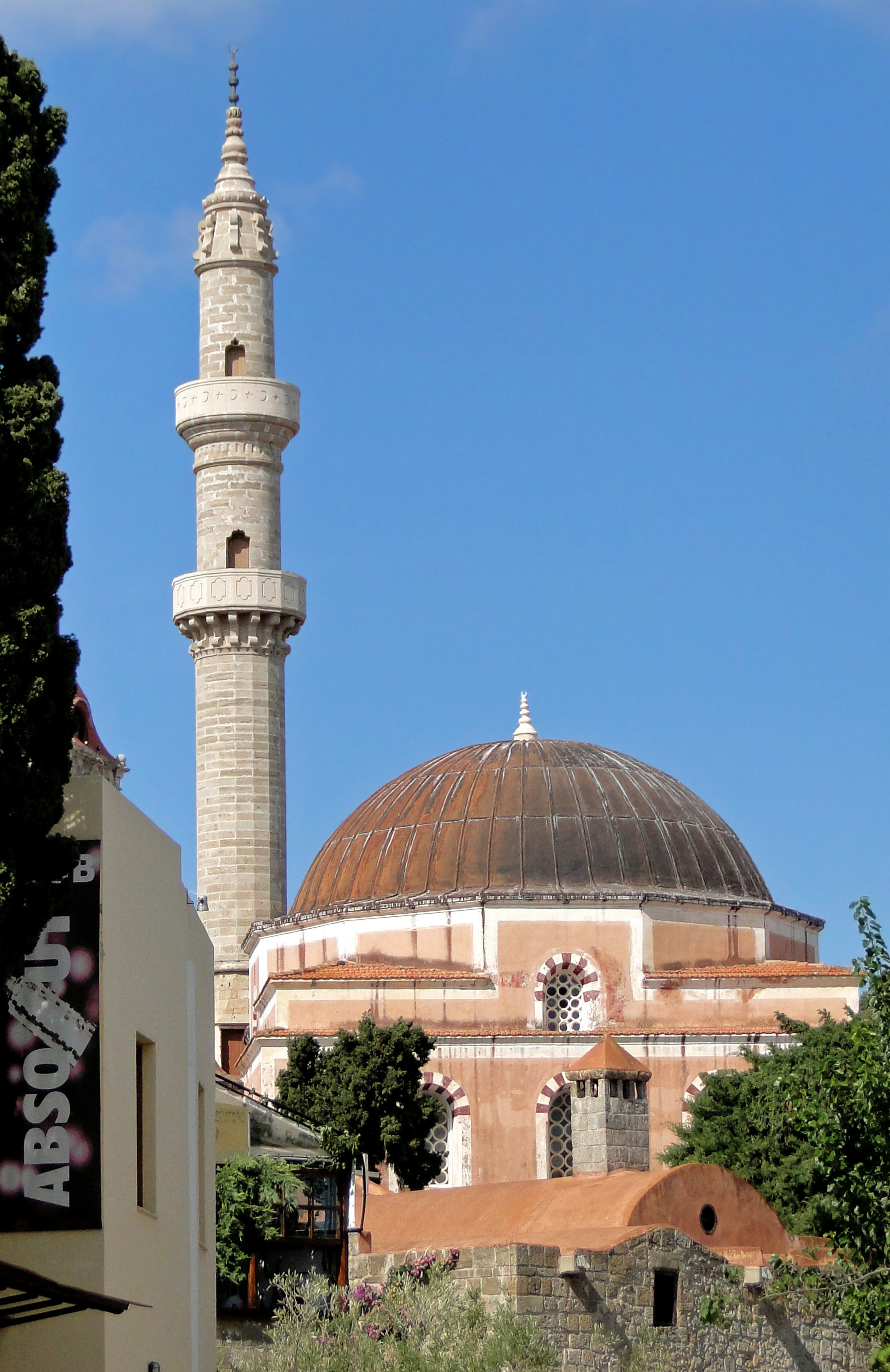
Die Suleiman-Moschee

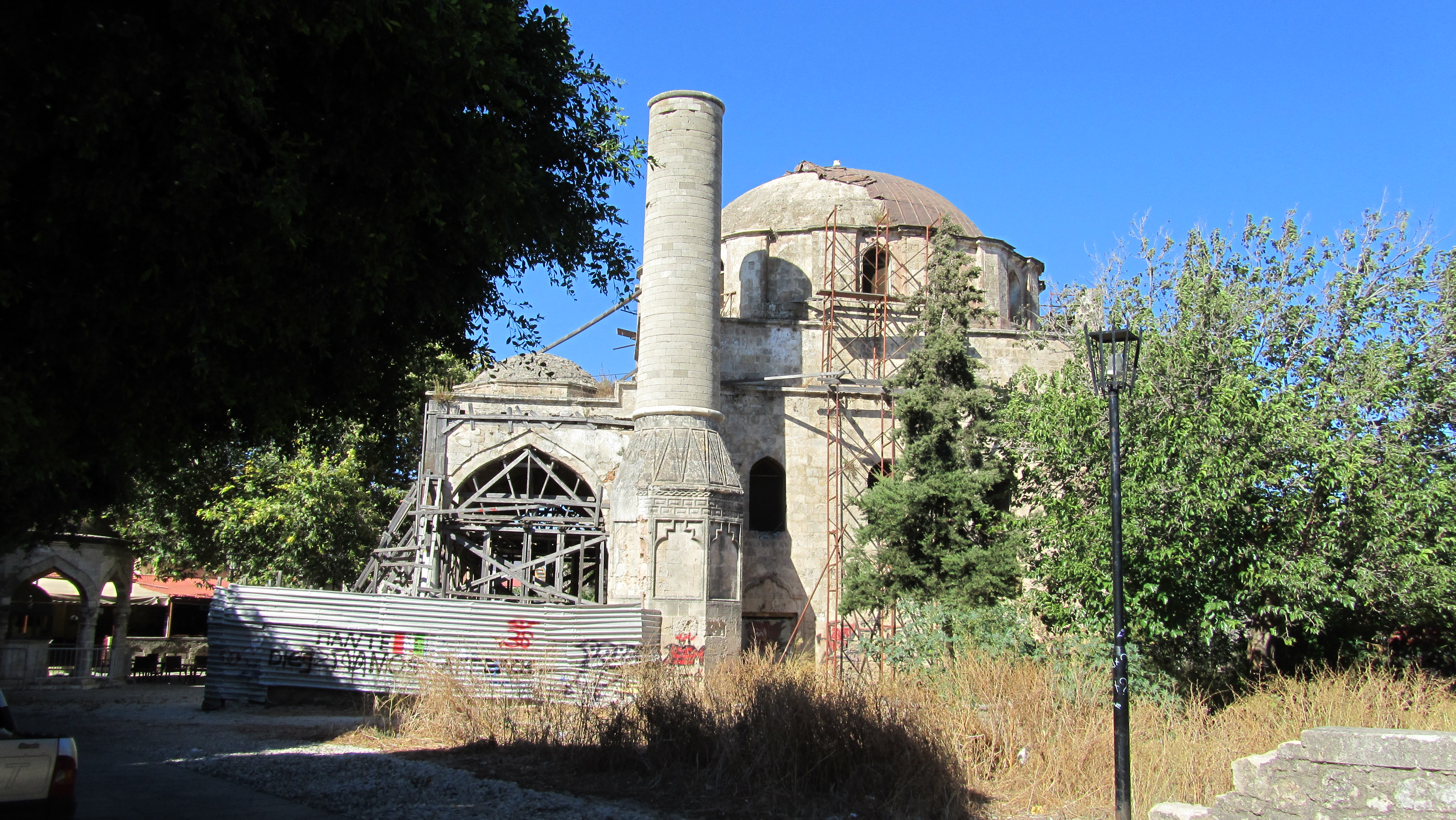
Alte Moschee, inzwischen schon renoviert

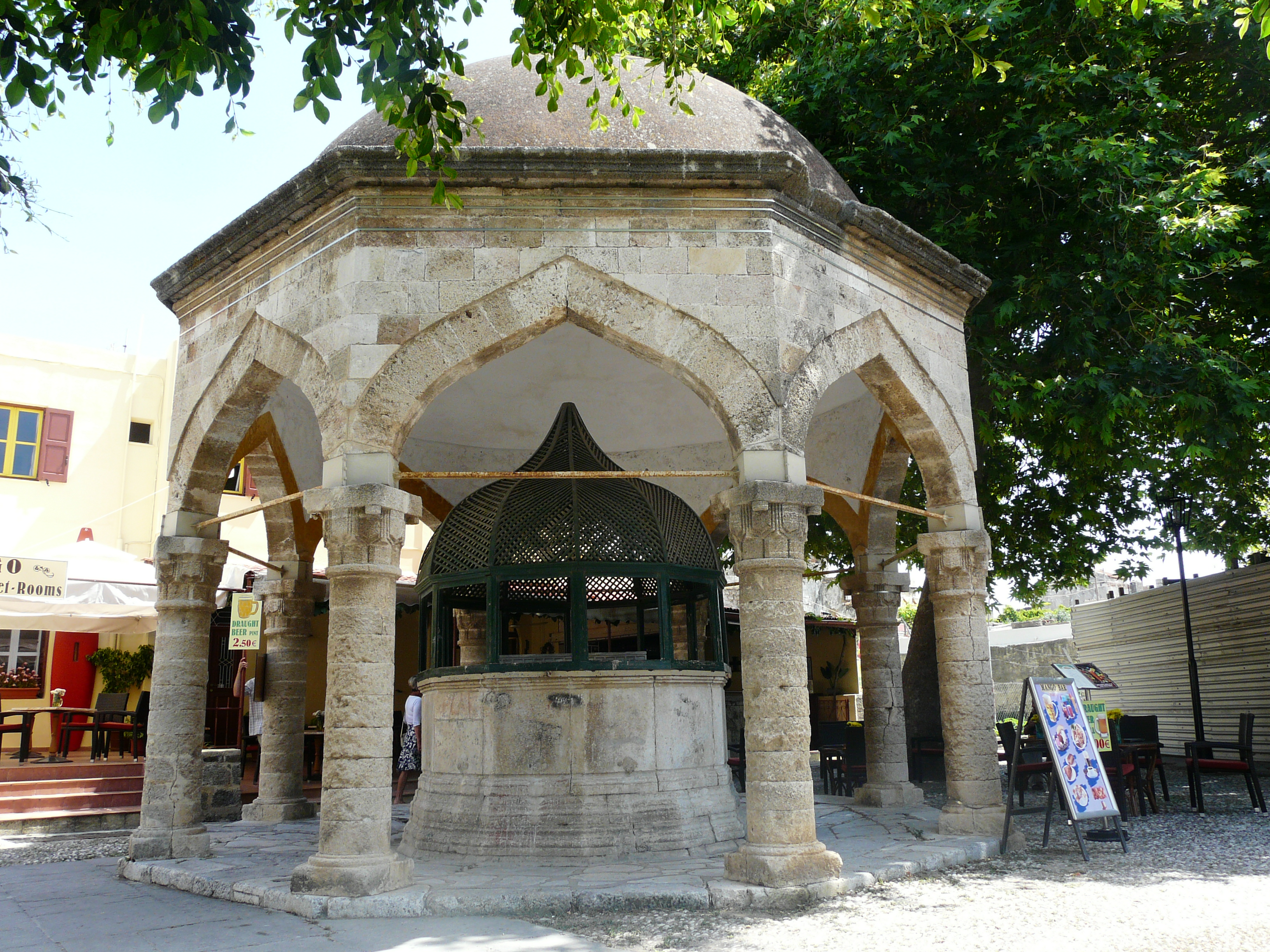
Brunnen vor einer Moschee

Folgende Kriterien waren maßgebend für die Auszeichnung zum Welterbe:
Kriterium (ii): „The fortifications of Rhodes, a “Frankish” town long considered to be impregnable, exerted an influence throughout the eastern Mediterranean basin at the end of the Middle Ages.“
(Die Festungsanlagen von Rhodos, lange Zeit als uneinnehmbare Frankenstadt betrachtet, übten im gesamten östlichen Mittelmeer bis zum Ende des Mittelalters beträchtlichen Einfluss aus.)
Kriterium (iv): „This cultural property is an outstanding example of an architectural ensemble which illustrates the significant period of history in which a military/hospital order founded during the Crusades survived in the eastern Mediterranean area in a context characterised by an obsessive fear of siege. Rhodes is one of the most beautiful urban ensembles of the Gothic period. The fact that this medieval city is located on an island in the Aegean Sea, that it was on the site of an ancient Greek city, and that it commands a port formerly embellished by the Colossus erected by Chares of Lindos, one of the Seven Wonders of the ancient world, only adds to its interest. Finally, it must be noted that the chain of history was not broken in 1523 but rather continued up to 1912 with the additions of valuable Islamic monuments, such as mosques, baths and houses.“
(Dieses Kulturdenkmal ist ein hervorragendes Beispiel eines Architektur-Ensembles, das die bedeutende Geschichtsepoche illustriert, in der ein militanter Hospital-Orden, der während der Kreuzzüge gegründet wurde, im östlichen Mittelmeer weiter existierte, und zwar in der obsessiven Furcht vor Belagerungen. Rhodos ist eines der schönsten städtischen Ensembles des Spätmittelalters. Die Tatsache, dass diese mittelalterliche Stadt auf einer Insel im Ägäischen Meer liegt, dass sie sich auf dem Platz einer alten Griechenstadt befindet und dass sie einen Hafen beherrscht, der früher durch den von Chares von Lindos errichteten Koloss verschönert wurde – eines der sieben Wunder der Antike –, trägt nur zur Bedeutung bei. Schließlich muss noch festgehalten werden, dass die geschichtliche Tradition nicht im Jahr 1523 zerbrochen wurde, sondern sich eher fortsetzte bis zum Jahre 1912: Wertvolle islamische Denkmäler wurden hinzugefügt, wie Moscheen, Bäder und Häuser.)
Kriterium (v): „With its Frankish and Ottoman buildings the old town of Rhodes is an important ensemble of traditional human settlement, characterized by successive and complex phenomena of acculturation. Contact with the traditions of the Dodecanese changed the forms of Gothic architecture and building after 1523 combined vernacular forms resulting from the meeting of two worlds with decorative elements of Ottoman origin. All the built-up elements dating before 1912 have become vulnerable because of the evolution in living conditions and they must be protected as much as the great religious, civil and military monuments, the churches, monasteries, mosques, baths, palaces, forts, gates and ramparts.“
(Mit seinen fränkisch-abendländischen und türkischen Gebäuden ist die Altstadt von Rhodos das wichtige Ensemble einer langdauernden menschlichen Siedlungsstätte, die durch komplexe und aufeinanderfolgende Phänomene der kulturellen Anpassung gekennzeichnet ist. Der Kontakt mit den Traditionen der Dodekanes veränderte die Formen der mittelalterlichen Architektur. Und das Bauen nach 1523 kombinierte einheimische Formen, die aus dem Zusammentreffen der zwei Welten entstanden waren, mit den Dekorationsformen türkischen Ursprungs. Alle gebauten Elemente, die vor 1912 entstanden sind, sind wegen der Entwicklung der Lebens- und Umweltbedingungen verletzlich geworden und müssen geschützt werden, genau so sehr wie die bedeutenden religiösen, städtischen und militärischen Denkmäler, wie die Kirchen, Klöster, Moscheen, Bäder, Paläste, Befestigungen, Tore und Wallanlagen.)